# Stefan Sołtyk
Stefan Sołtyk (ur. 22 czerwca 1880 w Zwoleniu, zm. 7 maja 1945 w KL Dachau) – polski nauczyciel, publicysta, zarządca majątku ziemskiego Brześce, poseł na Sejm Ustawodawczy oraz Sejm I kadencji w II RP z ramienia Narodowego Zjednoczenia Ludowego i Związku Ludowo-Narodowego oraz senator III kadencji (II RP). Ojciec profesora Tadeusza Sołtyka, inżyniera i konstruktora lotniczego.

## Życiorys
Ukończył w 1901 gimnazjum w Radomiu. Studiował na Wydziale Fizyko-Matematycznym Uniwersytetu Warszawskiego. Związany z ruchem socjalistycznym, działał w PPS. Za udział w antycarskich manifestacjach podczas rewolucji 1905 został wyrzucony z uczelni i wcielony do 25 pułku piechoty armii rosyjskiej stacjonującego w Kozienicach.
W 1906 objął posadę nauczyciela w Szkole Handlowej Męskiej w Radomiu. W 1911 utworzył w mieście Szkołę Handlową Żeńską i został jej pierwszym dyrektorem. Po wybuchu I wojny światowej i zajęciu Radomia przez Niemców został wybrany na komendanta Milicji Obywatelskiej. Aresztowany latem 1915 i więziony po ewakuacji w głąb Rosji, został wcielony do wojska rosyjskiego. Tam ukończył oficerską szkołę radiotelegraficzną i otrzymał stopień oficerski, potem kierował nawet szkoleniami radiotelegraficznymi dla podoficerów. W 1917 wstąpił do tworzonych na terenie Rosji polskich oddziałów wojskowych. Był oficerem w I Korpusie Wojska Polskiego pod dowództwem gen. Józefa Dowbór-Muśnickiego od marca 1918 był jego sekretarzem, potem w Związku Polaków w Rosji kierował pracą kulturalno-oświatową. Po rozwiązaniu I Korpusu objął ponownie kierownictwo szkoły w Radomiu.
Od 1919 był prezesem Zarządu Okręgu Związku Ludowo-Narodowego w Radomiu, z jego ramienia został wybrany do Sejmu Ustawodawczego. W sierpniu tego roku przeszedł do nowo powstałego Narodowego Zjednoczenia Ludowego. W Sejmie był sekretarzem prezydium, przewodniczącym Komisji Oświatowej i sekretarzem Komisji Wojskowej. W czasie wojny polsko-bolszewickiej wstąpił do Armii Ochotniczej i został w randze kapitana szefem gabinetu jej dowódcy gen. Józefa Hallera. Jako delegat sejmu z ramienia NZL zasiadał w Radzie Obrony Państwa. W 1922 został ponownie posłem w Sejmie I kadencji. W 1930 z ramienia Stronnictwa Narodowego uzyskał mandat senatora. Podczas wystąpień w senacie krytykował politykę oświatową sanacji. Piętnował upolitycznienie szkoły i zawodu nauczycielskiego, zarzucał władzom popieranie walki z religią i utrudnianie młodzieży wiejskiej dostępu do szkół.
Po wybuchu II wojny został aresztowany 4 października 1939 przez gestapo. Przebywał w więzieniach w Radomiu, Łodzi, Poznaniu, Głogowie i Berlinie, a od kwietnia 1940 był więźniem obozów koncentracyjnych Sachsenhausen i Buchenwald. W kwietniu 1945 został ewakuowany do Dachau przez wycofujących się Niemców. Chorował na czerwonkę, zmarł z wycieńczenia 6 lub 7 maja 1945, niedługo po oswobodzeniu obozu przez żołnierzy amerykańskich.